# Perú en los Juegos Olímpicos de la Juventud de Invierno 2012
Perú participa en los Juegos Olímpicos de la Juventud de Invierno desde la primera edición, realizada en Innsbruck de 2012.
El país está representado ante los Juegos por el Comité Olímpico Peruano.

## Delegación
Para los Juegos Olímpicos de la Juventud 2010, Perú acudió con una deportista en el cual participó en 1 disciplina deportiva.

## Deportistas
En el listado siguiente se enumeran alfabéticamente los atletas que componen el equipo olímpico peruano por deportes, las competiciones en las que participarán y su resultado.
| Atleta        | Competición       | Marca   | Puesto |
| ------------- | ----------------- | ------- | ------ |
| Esquí alpino  |                   |         |        |
| Isabella Todd | individual slalom | 3:22.00 | 28°    |

| Predecesor: 2010 | Perú en los Juegos Olímpicos de la Juventud de Invierno 2012 | Sucesor: 2014 |